# Bob Sinnaeve
Robert "Bob" Sinnaeve (10 oktober 1949) is een dartsspeler uit Canada, uitkomend voor de BDO. Hij bereikte drie keer de laatste 16 van Lakeside.
Sinnaeve bereikte in 1986 de finale van de Winmau World Masters. Die finale verloor Sinnaeve van Bob Anderson met 2-3. Op de WDF World Cup 1987 haalde Sinnaeve de finale op het onderdeel Individueel. Hij verloor de finale van Eric Bristow met 1-4. Op de WDF World Cup 1989 won Sinnaeve goud met Team Canada op het onderdeel Teams.

## Resultaten op Wereldkampioenschappen

### BDO
- 1982: Laatste 32 (verloren van Alan Evans met 1-2)
- 1984: Laatste 32 (verloren van Dave Whitcombe met 0-2)
- 1985: Laatste 32 (verloren van Willy Logie met 1-2)
- 1986: Laatste 32 (verloren van Alan Glazier met 1-3)
- 1987: Laatste 16 (verloren van Alan Evans met 0-3)
- 1988: Laatste 16 (verloren van Dennis Hickling met 0-3)
- 1989: Laatste 32 (verloren van Dave Whitcombe met 0-3)
- 1990: Laatste 32 (verloren van Leo Laurens met 2-3)
- 1991: Laatste 16 (verloren van Dennis Priestley met 0-3)
- 1992: Laatste 32 (verloren van Paul Lim met 1-3)

### WDF

#### World Cup
- 1983: Laatste 32  (verloren van Gordon Bond met 3-4)
- 1985: Voorronde (verloren van Kari Saukkonen met 3-4)
- 1987: Runner-up (verloren van Eric Bristow met 1-4)
- 1989: Halve finale (verloren van Jack McKenna met 2-4)
- 1991: Laatste 16 (verloren van John Lowe met 3-4)